# Józef Stebelski

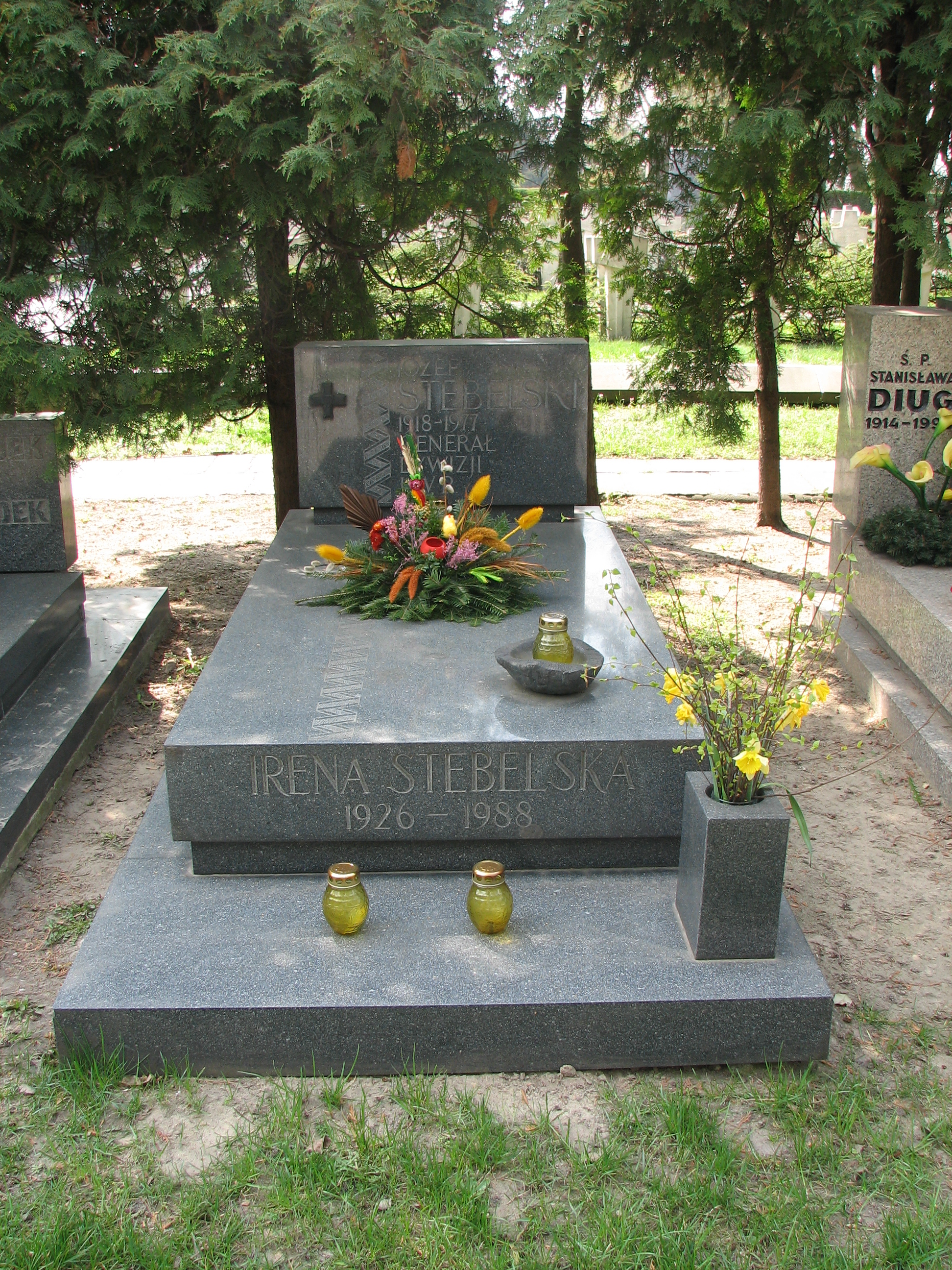
Grób Józefa Stebelskiego i jego żony Ireny

Józef Stebelski (ur. 16 stycznia 1918 w Mołotkowie k. Krzemieńca na Wołyniu, zm. 7 marca 1977 w Zakopanem) – generał dywizji Wojska Polskiego.
W 1939 skończył liceum i zdał maturę w Krzemieńcu. W czasie okupacji terenów wschodnich Polski przez Armię Czerwoną był nauczycielem w szkole podstawowej w Mołotkowie i 1940–1941 skończył jeden rok studiów w Instytucie Matematyczno-Fizycznym w Krzemieńcu, a od 1942 pracował w Tarnopolu na kolei. 29 kwietnia 1944 w Zbarażu zgłosił się ochotniczo do służby w Polskich Siłach Zbrojnych w ZSRR. Służbę wojskową rozpoczął w czerwcu 1944. Ukończył Szkołę Oficerów Polityczno-Wychowawczych w Moskwie i wziął udział w walkach w 1945 jako oficer 3 Brygady Pontonowo-Mostowej. Przeszedł szlak bojowy od Warszawy do Berlina przez Odrę. Po wojnie został szefem wydziału organizacyjnego zarządu politycznego III Okręgu Wojskowego w Poznaniu, potem szefem wydziału w Głównym Zarządzie Politycznym Wojska Polskiego. W latach 1950–1954 był wykładowcą w Akademii Sztabu Generalnego w Rembertowie. W 1956 ukończył Akademię Wojskową im. K. Woroszyłowa w Moskwie. W latach 1962–1965 był dowódcą 12 Dywizji Zmechanizowanej.
W październiku 1962 mianowany generałem brygady; nominację wręczył mu w Belwederze przewodniczący Rady Państwa Aleksander Zawadzki. Od października 1968 roku generał dywizji i I zastępca Głównego Inspektora Szkolenia – szef Inspektoratu Szkolenia Ministerstwa Obrony Narodowej. Od 1972 roku był pełnomocnikiem rządu Polskiej Rzeczypospolitej Ludowej ds. stacjonowania wojsk radzieckich w Polsce i przewodniczącym polskiej delegacji w Komisji Mieszanej Polsko-Radzieckiej. Delegat na VI Zjazd PZPR. Od maja 1968 był zastępcą przewodniczącego Rady WF i Sportu MON.
Zmarł na zawał mięśnia sercowego. Pochowany na Cmentarzu Wojskowym na Powązkach w Warszawie (kwatera C4-tuje-2).

## Odznaczenia
- Order Sztandaru Pracy I klasy (1968)
- Order Sztandaru Pracy II klasy (1963)
- Krzyż Komandorski Orderu Odrodzenia Polski (1973)[4]
- Krzyż Kawalerski Orderu Odrodzenia Polski (1945)
- Order Krzyża Grunwaldu III klasy (1945)
- Złoty Krzyż Zasługi (1953)
- Srebrny Krzyż Zasługi (1947)
- Brązowy Medal „Zasłużonym na Polu Chwały” (1945)
- Medal za Warszawę 1939–1945
- Medal za Odrę, Nysę, Bałtyk
- Medal „Za udział w walkach o Berlin”
- Medal 10-lecia Polski Ludowej
- Medal 30-lecia Polski Ludowej
- Złoty Medal „Siły Zbrojne w Służbie Ojczyzny” (1968)
- Srebrny Medal Siły Zbrojne w Służbie Ojczyzny
- Brązowy Medal Siły Zbrojne w Służbie Ojczyzny
- Srebrny Medal „Za zasługi dla obronności kraju” (1968)
- Brązowy Medal Za zasługi dla obronności kraju
- Złota odznaka „Zasłużony Działacz Kultury Fizycznej” (1969)[5]
- Medal 100-lecia sportu polskiego  (1968)[6]
- Order Czerwonego Sztandaru (ZSRR) (1968)
- Order Przyjaźni Narodów (ZSRR) (1973)
- Medal „Za zdobycie Berlina” (ZSRR)
- Medal „Za zwycięstwo nad Niemcami w Wielkiej Wojnie Ojczyźnianej 1941–1945” (ZSRR)
- Medal „Za wyzwolenie Warszawy” (ZSRR)
- Odznaka „25-lecia Zwycięstwa w Wielkiej Wojnie Ojczyźnianej 1941-1945” (ZSRR, 1970)[7]
- Medal „Za umacnianie Przyjaźni Sił Zbrojnych” III stopnia (Czechosłowacja) (1970)

i inne.